# Конево (област Разград)
Вижте пояснителната страница за други значения на Конево.
Конево е село в Североизточна България. То се намира в община Исперих, област Разград.

## География
Намира се на 8 км от общинския център Исперих в североизточна посока.

## История
В миналото селото се среща като Ат, Аткьой или Ат шерман. Преименувано е на Конево с министерска заповед 2191, обнародвана на 27 юни 1942 година. До 1913 година е център на Атска обищина в Разградска околия. След Букурещкия договор попада в Румъния. Село Конево отново попада в границите на България след връщането на територията на Южна Добруджа през Втората световна война. През есента на 1940 година в селото се заселват бежанци от севернодобруджанското село Караманкьой, Тулчанска околия. Настаняват се в порутени и изоставени къщи. Броят им е бил около 350 души. Всички са източноправославни християни.